# Succumbs
Succumbs fou el primer àlbum de vídeo publicat per la banda R.E.M.. Llançat a l'octubre de 1987 per UNI/A&M, contenia material videogràfic filmat pel cantant de la banda, Michael Stipe, durant la dècada del 1980 mentre la banda enregistrava els seus treballs per I.R.S. Records. Stipe va col·laborar amb l'artista James Herbert, que va dirigir Left of Reckoning.
Només es va publicar en format VHS i Laserdisc, tanmateix, tots els vídeos que conté l'àlbum es van incloure posteriorment en el DVD When the Light Is Mine, publicat l'any 2006.

## Videoclips
Totes les cançons foren escrites i compostes per Bill Berry, Peter Buck, Mike Mills i Michael Stipe.
1. (Peter Buck and Jefferson Holt intro)
2. «Radio Free Europe»
3. «So. Central Rain»
4. «Left of Reckoning:»
  - (rain snippet)
  - (Written intro for Reckoning)
  - (segues into) «Harborcoat»
  - (segues into) «7 Chinese Brothers»
  - (segues into) «So. Central Rain»
  - (segues into) «Pretty Persuasion»
  - (segues into) «Time After Time (Annelise)»
  - (snippet)
5. «Cant Get There from Here»
6. (Michael Stipe railroads monologue)
7. (segues into) «Driver 8»
8. «Life and How to Live It»
9. «Feeling Gravitys Pull»
10. «Fall on Me»